# Formylering
Een formylering is de algemene benaming voor een organische reactie waarbij een formylgroep (-CH=O) in een organische verbinding wordt ingevoerd. Tal van formyleringsreacties gaan door met aromatische verbindingen als substraat (via een elektrofiele aromatische substitutie), waaronder:
- De Vilsmeier-Haack-reactie
- De Duff-reactie
- De Sommelet-reactie
- De Gattermann-reactie
- De Reimer-Tiemann-reactie
- De Rieche-formylering

Het resultaat van een formylering is een aldehyde.